# Tabanus longiusculus
Tabanus longiusculus är en tvåvingeart som beskrevs av James Stewart Hine 1907. Tabanus longiusculus ingår i släktet Tabanus och familjen bromsar. Inga underarter finns listade i Catalogue of Life.